# Baletki

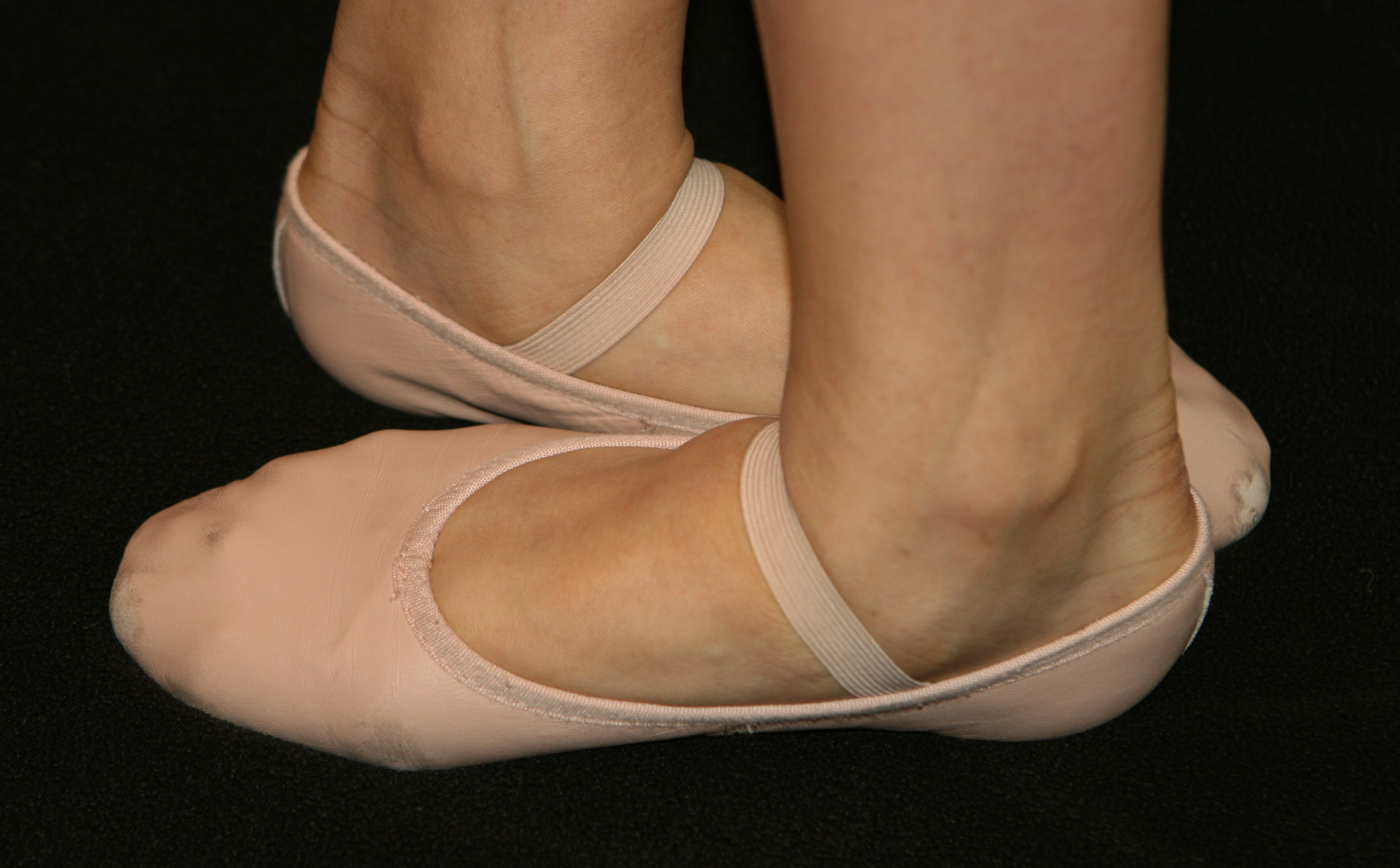
Baletki

Baletki – buty do tańca klasycznego i treningu w balecie.

## Charakterystyka
Wykonane z płótna bądź skóry. Baletki rzadko posiadają troczki w odróżnieniu od point, elementem podtrzymującym jest tu gumka. Są one „miękkie”, mają za zadanie ściśle przylegać do stopy. Podeszwa jest w większości dwudzielna, co pomaga łatwiej obciągać podbicie. Nie należy baletek mylić z pointami, które służą do stania na czubkach palców. Stawanie na czubkach palców w baletkach może skończyć się poważną kontuzją, ponieważ nie są one usztywniane.